# Мухоловка острівна
Мухоло́вка острівна (Ficedula luzoniensis) — вид горобцеподібних птахів родини мухоловкових (Muscicapidae). Ендемік Філіппін. Раніше вважався конспецифічним з білобровою мухоловкою.

## Підвиди
Виділяють вісім підвидів:
- F. l. rara (Salomonsen, 1977) — острів Палаван;
- F. l. calayensis (McGregor, 1921) — острів Калаян[en];
- F. l. luzoniensis (Ogilvie-Grant, 1894) — острови Лусон і Міндоро;
- F. l. nigrorum (Whitehead, J, 1897) — острів Негрос;
- F. l. montigena (Mearns, 1905) — гори Апо, Кітанглад[en] і Мак-Кінлі в центральній частині острова Мінданао;
- F. l. matutumensis Kennedy, RS, 1987 — гори Буса і Матутум на півдні Мінданао;
- F. l. daggayana Meyer de Schauensee & duPont, 1962 — гори в провінції Східний Місаміс (північ центрального Мінданао);
- F. l. malindangensis Rand & Rabor, 1957 — Малінданґ[en] на півострові Замбоанга (захід Мінданао).

## Поширення і екологія
Острівні мухоловки живуть у вологих гірських і рівнинних тропічних лісах, на висоті понад 1000 м над рівнем моря. Живляться комахами, їх личинками та іншими безхребетними, а також ягодами.